# Limnonectes dabanus
Limnonectes dabanus é uma espécie de anfíbio da família Ranidae.
É endémica do Vietname.
Os seus habitats naturais são: florestas subtropicais ou tropicais húmidas de baixa altitude, rios e pântanos.